# Orleanium
Orleanium (auch Orléans-Stufe, oder auch nur Orléans) ist eine regionale Stufe im terrestrischen Neogen Europas. Sie entspricht den Zonen MN 3 bis 5 der europäischen Landsäugetier-Chronologie (ELMMZ = "European Land Mammal Mega-Zones"). Sie wird vom Agenium unterlagert und vom Astaracium überlagert. 

## Geschichte und Typlokalität
Die Stufe ist benannt nach der französischen Stadt Orléans benannt, in deren Nähe die Typlokalität liegt.

## Definition
Die Untergrenze ist durch das Einsetzen der Großsäugetiergattungen Gomphotherium, Procervulus, Lagomeryx, Actoocemas, Palaeomeryx, Brachyodus, Anchitherium, Aureliachoerus, Hemicyon definiert. Bei den Kleinsäugern wird bis noch kein entsprechendes Zonenfossil gefunden. Die Stufe endet mit dem Erstauftreten von Tethytragus, Hispanomeryx, Euprox, Listriodon (Großsäugetiere) sowie Megacricetodon crusafonti und Megacricetodon gersi (Kleinsäuger). Die Stufe wird mit der chronostratigraphischen Stufe des Burdigalium und dem unteren Langhium korreliert. Dies entspricht in der Geochronologie dem Zeitraum von 20,4 bis 15 Millionen Jahren.

## Untergliederung
Die Stufe wird in drei Biozonen MN 3, 4 und 5 untergliedert. Die Stufe wird dementsprechend auch in Unteres, Mittleres und Oberes Orleanium unterteilt.